# Европейская легкоатлетическая ассоциация
Европейская легкоатлетическая ассоциация (англ. European Athletic Association) — европейский руководящий орган по легкоатлетическим видам спорта.

## История
В 1932 году, во время заседания Международной ассоциации легкоатлетических федераций (IAAF) в Лос-Анджелесе, Советом была назначена специальная комиссия для пересмотра условий организации Чемпионата Европы по лёгкой атлетике. 24 сентября 1933 года на своем заседании в Берлине Совет ИААФ назначил в качестве президента Европейского комитета Станковица Сцилларда. Первое заседание Европейского комитета состоялось в Будапеште 7 января 1934, в то время, как первый Чемпионат Европы по лёгкой атлетике 1934 прошёл в Турине в 1934 году. Европейский комитет был избран всеми членами ИААФ на регулярных съездах ИААФ до 1966 года, когда в первый раз он был избран всеми европейскими членами. В то же время задачи Европейского комитета постепенно увеличивались до организации других соревнований. Ассоциация европейских членов ИААФ была сформирована 1 ноября 1969 года на официальном заседании Европейского комитета IAAF в Бухаресте. Её конституционные нормы были подтверждены на конгрессе ИААФ в Стокгольме, в августе 1970 года, и вступили в силу на первом конгрессе EЛА в Париже 7 ноября 1970 года. Полное название ассоциации — Европейская легкоатлетическая ассоциация (ЕЛА).

## Президенты
| Президент            | Страна         | Период                      |
| -------------------- | -------------- | --------------------------- |
| Адриан Паулен        | Нидерланды     | 1969—1976                   |
| Артур Голд           | Великобритания | 1976—1987                   |
| Carl-Olaf Homen      | Финляндия      | 1987—1999                   |
| Хансйорг Вирц        | Швейцария      | 1999—2015                   |
| Свен Арне Хансен     | Норвегия       | 2015—2020                   |
| Добромир Карамаринов | Болгария       | 2020—2021 (и.о.) 2021—наст. |

## Ассоциации членов
| Нация                         | Организация                                                          |
| ----------------------------- | -------------------------------------------------------------------- |
| Австрия                       | Österreichischer Leichtathletik-Verband                              |
| Азербайджан                   | Azərbaycan Atletika Federasiyası                                     |
| Албания                       | Federata Shqiptare e Atletikes                                       |
| Андорра                       | Federació Andorrana d’Atletisme                                      |
| Армения                       | Հայաստանի աթլետիկայի ֆեդերացիայի                                     |
| Белоруссия                    | Белорусская федерация лёгкой атлетики(БФЛА)                          |
| Бельгия                       | Ligue Royale Belge d’Athlétisme Ligue Belge Francophone d’Athlétisme |
| Болгария                      | Българска федерация по лека атлетика                                 |
| Босния и Герцеговина          | Atletski savez Bosne i Hercegovine                                   |
| Великобритания                | UK Athletics                                                         |
| Венгрия                       | Magyar Atlétikai Szövetség                                           |
| Германия                      | Deutscher Leichtathletik-Verband                                     |
| Гибралтар                     | Gibraltar Amateur Athletic Association                               |
| Греция                        | Федерация лёгкой атлетики Греции                                     |
| Грузия                        | Athletic Federation of Georgia                                       |
| Дания                         | Dansk Atletik Forbund                                                |
| Израиль                       | Israeli Athletic Association                                         |
| Ирландия                      | Athletics Ireland                                                    |
| Исландия                      | Frjálsíþróttasamband Íslands                                         |
| Испания                       | Real Federación Española de Atletismo                                |
| Италия                        | Federazione Italiana di Atletica Leggera                             |
| Республика Кипр               | The Amateur Athletic Association of Cyprus                           |
| Республика Косово             | Federata Atletikes se Kosoves                                        |
| Латвия                        | Latvijas Vieglatlētikas Savienība                                    |
| Литва                         | Lietuvos lengvosios atletikos federacija                             |
| Лихтенштейн                   | Liechtensteiner Turn- und Leichtathletik-Verband                     |
| Люксембург                    | Fédération Luxembourgeoise d’Athlétisme                              |
| Мальта                        | Malta Amateur Athletic Association                                   |
| Молдова                       | Federatia de Atletism din Republica Moldova                          |
| Монако                        | Fédération Monégasque d’Athlétisme                                   |
| Нидерланды                    | Koninklijke Nederlandse Atletiek Unie                                |
| Норвегия                      | Norges Fri-Idrettsforbund                                            |
| Польша                        | Polski Zwiazek Lekkiej Atletyki                                      |
| Португалия                    | Federação Portuguesa de Atletismo                                    |
| Россия                        | Всероссийская федерация лёгкой атлетики (ВФЛА)                       |
| Румыния                       | Federatia Romana de Atletism                                         |
| Сан-Марино                    | Federazione Sammarinese Atletica Leggera                             |
| Республика Северная Македония | Atletska Federacija na Makedonija                                    |
| Сербия                        | Atletski Savez Srbije                                                |
| Словакия                      | Slovenský atletický zväz                                             |
| Словения                      | Atletska Zveza Slovenije                                             |
| Турция                        | Türkiye Atletizm Federasyonu                                         |
| Украина                       | Федерація легкої атлетики України                                    |
| Финляндия                     | Suomen Urheiluliitto — Finlands Friidrottsförbund                    |
| Франция                       | Fédération Française d’Athlétisme                                    |
| Хорватия                      | Hrvatski Atletski Savez                                              |
| Черногория                    | Athletic Federation of Montenegro                                    |
| Чехия                         | Český atletický svaz                                                 |
| Швейцария                     | Schweizerischer Leichtathletik-Verband                               |
| Швеция                        | Svenska Friidrottsförbundet                                          |
| Эстония                       | Eesti Kergejõustikuliit                                              |

## Соревнования
Чемпионаты
- Чемпионат Европы по лёгкой атлетике
- Чемпионат Европы по лёгкой атлетике в помещении
- Чемпионат Европы по лёгкой атлетике до 23
- Чемпионат Европы по лёгкой атлетике для юниоров
- Чемпионат Европы по кроссу
- Чемпионат Европы по горному бегу

Кубки
- Чемпионат Европы среди команд
- Кубок Европы по лёгкой атлетике в помещении
- Чемпионат Европы Кубок клубов
- Чемпионат Европы Кубок клубов среди юниоров
- Кубок европейского марафона
- Кубок Европы по спортивной ходьбе
- Европейский кубок 10000м
- Кубок Европы по многоборью
- Кубок Европы по зимнему метанию